# Крива коса
Крива́ коса́ — намивна піщана коса, розташована на українському північно-східному узбережжі Азовського моря.
Територіально коса Крива входить до складу Донецької області, перебуваючи приблизно за 50 км від Маріуполя, і приблизно за 100 км від Білосарайської коси. Вона виступає в море на 9 км і за формою нагадує шаблю. Східний бік її має достатньо крутий схил, із західного розташовані дрібні затоки, порослі очеретом і водоростями.
Крива коса — зоологічна пам'ятка природи місцевого значення. Перебуває в Новоазовському районі Донецької області біля селища міського типу Сєдове. Статус пам'ятки природи присвоєно рішенням облвиконкому № 26 від 11 січня 1978 року. Площа — 5 га. Являє собою лимани з водно-болотною рослинністю. На Кривий косі гніздуються водно-болотні птахи — мартини, кулики.
Крива коса входить до складу регіонального ландшафтного парку «Меотида».
Колонія гідрофільних птахів, що гніздяться на стрілці Кривої коси, унікальна в масштабах Європи. На черепашкових пляжах площею в кілька гектарів гніздяться десятки тисяч птахів.
У 2010 р. увійшов до складу Національний природний парк «Меотида»